# Instantània
|  | Aquest article tracta sobre el quadre de Joaquim Sorolla. Vegeu-ne altres significats a «Fotografia (document)». |

Instantània és una obra de 1906 del pintor valencià Joaquim Sororolla pintada a l'oli sobre llenç amb unes dimensions de 62 × 93,50 cm que es conserva en el Museu Sorolla de Madrid. Sorolla pintà el quadre a la platja de Biarritz l'estiu del 1906, lloc on acudia sovint amb la seva família.
L'obra representa a una dona (podria ser la seva dona Clotilde, o també la seva filla María) asseguda sobre la platja de la sorra i subjectant a les seves mans una càmera Kodak "Folding Pocket Nº 0", la càmera de butxaca més petita d'aquells moments, comercialitzada en 1902 i tot un luxe per a l'època. Amb aquesta càmera la família de Sorolla va captar innombrables instants i ara l'artista sembla voler rendir-li un petit tribut tractant de plasmar en l'obra una espècie de relació còmplice entre la fotografia i la pintura.
El títol "Instantània" no és només el més indicat per la seva temàtica i el seu "enquadrament fotogràfic" sinó també per la seva pinzellada ràpida i composició esquemàtica. Això, al costat d'una suau paleta de colors, dona com a resultat una obra més propera a la pintura impressionista francesa possiblement a causa del seu èxit en l'exposició de París i d'on va tornar impregnat amb l'aire de la pintura francesa.